# Synatemnus
Genre
Synatemnus est un genre de pseudoscorpions de la famille des Atemnidae.

## Distribution
Les espèces de ce genre sont endémiques de Tanzanie.

## Liste des espèces
Selon Pseudoscorpions of the World (version 3.0) :
- Synatemnus kilimanjaricus Beier, 1951
- Synatemnus parvulus Beier, 1944

## Publication originale
- Beier, 1944 : Über Pseudoscorpioniden aus Ostafrika. Eos, Madrid, vol. 20, p. 173-212 (texte intégral).